# إينغفار كامبراد
إينغفار فيودور كامبراد (بالسويدية: Ingvar Kamprad) (ولد في 30 مارس 1926 في ليونغبي، السويد - 27 يناير 2018). وهو رجل أعمال سويدي، ورئيس شركة أثاث إيكيا، وقد صنف عام 2008 من قبل قائمة فوربس كسابع أغنى رجل في العالم بثروة قدرها 31 مليار، وفي الوقت الحالي مصنف كأغني شخص في أوروبا ورابع أغنى شخص في العالم.

## حياته
ولد كامبراد لأسرة ألمانية، وعاش في إحدى المزارع بالقرب من منطقة لوينغبي بالسويد. كان يمتلك حسًا اقتصاديًا رهيبًا، بدأ كامبراد بتطوير الأعمال التجارية كصبي صغير، يبيع عييدان الثقاب لجيرانه على دراجته. وكان يقوم بشراء كميات كبيرة من أعواد الثقاب بأسعار رخيصة جدًا من ستوكهولم، ثم يبيعها بشكل فردي بسعر منخفض، مع تحصيل ربح جيد. من أعواد الثقاب، توسعت تجارته لتشمل بيع الأسماك، زينة أشجار الميلاد، البذور، وأقلام الحبر الرصاص. عندما كان كامبراد في سن 17 عامًا، أعطاه والده مكافأة نقدية على نجاحه في الدراسة.
تأسست ايكيا في العام 1943 على طاولة مطبخ عمه أرنست. في العام 1948،قام كامبراد بتنويع تجارته، مضيفًا الأثاث. وكان عمله في الغالب يعتمد على المراسلات.
في حزيران عام 2013، استقال انغفار كامبراد من مجلس انتر ايكيا القابضة وتم تنصيب الابن الأصغر ماتياس كامبراد رئيساً للشركة القابضة. بعد قراره بالتنحي، أوضح المؤسس 87 عاما، "أرى أن هذا هو الوقت المناسب بالنسبة لي لمغادرة مجلس إدارة مجموعة انتر ايكيا. وقد قمنا قبل سنوات بتمكين أجيال جديدة. "ماتياس وأخويه الأكبر سنا، الذين لديهم أيضا أدوار قيادية في ايكيا، وهم يعملون وفق الرؤية الشاملة للمؤسسة لتحقيق الإستراتيجية طويلة الأجل.

## إيكيا
تعتبر إيكيا أضخم وأهم شركة أثاث في العالم، حيث توجد في أكثر من 40 دولة من مختلف المناطق. عام 1943 أسس شركة إيكيا وهو في سن السابع عشر. اسم شركته تتكون من الحروف الأولى لاسمه بالإضافة لاسم المزرعة التي نشأ فيها بالإضافة إلى اسم القرية المجاورة INGVAR KAMPRAD ELMTARYD AGUNNARYD.

## روابط خارجية
- إينغفار كامبراد على موقع IMDb (الإنجليزية)
- إينغفار كامبراد على موقع الموسوعة البريطانية (الإنجليزية)
- إينغفار كامبراد على موقع مونزينجر (الألمانية)
- إينغفار كامبراد على موقع إن إن دي بي (الإنجليزية)